# Pseudochalceus lineatus
Pseudochalceus lineatus är en fiskart som beskrevs av Kner, 1863. Pseudochalceus lineatus ingår i släktet Pseudochalceus och familjen Characidae. Inga underarter finns listade i Catalogue of Life.